# Průvodce pro princeznu
Průvodce pro princeznu (v anglickém originále The Princess Guide) je 15. díl 26. řady (celkem 567.) amerického animovaného seriálu Simpsonovi. Scénář napsal Brian Kelley a díl režíroval Timothy Bailey. V USA měl premiéru dne 1. března 2015 na stanici Fox Broadcasting Company a v Česku byl poprvé vysílán 1. září 2015 na stanici Prima Cool.

## Děj
Homer vezme Lízu na Den s dcerou do práce. Když se Homerovi podaří vyměnit kukuřičné lupínky za plný salát pro Lízu, obejmou se. Mezitím pan Burns potřebuje okamžitě uran, aby mohl udržet v chodu elektrárnu, a nechá přiletět krále Nigérie, aby s ním o dodávkách uranu mohl jednat. Když se král zmíní, že jeho dcera princezna Kemi zůstane na nějakou dobu ve Springfieldu a že potřebuje, aby se o ni někdo staral, pan Burns na svých sledovacích monitorech uvidí Lízu a Homera, jak se objímají. Rozhodne se, že Homer je pro tuto práci ideální. 
Marge se zlobí, že se Homer postará o princeznu, ale ne o jejich vlastní dítě. Homer si však ve své práci vede špatně, protože princezna se ve svém bytě nudí. Když vezme Kemi k Vočkovi, Vočko vyjádří nespokojenost, protože má podezření, že mu princeznin bratr ukradl peníze. Homer se vrátí do bytu s princeznou, která zmizí. Když se snaží vysvětlit situaci náčelníkovi Wiggumovi, je zatčen chvíli předtím, než se vrátí do baru. Díky Lennymu a Carlovi je Homer z vězení propuštěn na kauci, ale on je stále zodpovědný za Kemi a musí ji najít. 
V baru Vočko zjistí, že se s Kemi sblížil. Další den spolu stráví prohlídkou Springfieldu a zábavou, dokud je nenajde Homer, který se zlobí, že mu Vočko vzal práci starat se o princeznu. Vočko s Kemi Homerovi uniká, a když mu dá Kemi pusu, vyfotí je paparazzi. Na internetu si ji rychle prohlédne její otec, což ho přiměje k prohlášení, že nikdy nepodepíše smlouvu o uranu s panem Burnsem. Kemi otci vysvětlí, že polibek byl jen přátelský, což Vočka ranilo, dokud neprohlásí, že Vočko je báječný kamarád, který ji udělal šťastnou. Král ji chce potrestat, ale Homer mu vysvětlí, že by měl nechat dceru žít, jak chce, a tak král ustoupí a dohodu podepíše.

## Přijetí
Epizoda získala rating 1,8 a sledovalo ji celkem 3,93 milionu diváků, čímž se stala druhým nejsledovanějším pořadem stanice Fox té noci, hned po premiéře seriálu Poslední chlap na Zemi.
Dennis Perkins z The A.V. Clubu udělil dílu hodnocení A−: „Založení seriálu na Vočkových bedrech už tu jistě bylo – ale nikdy ne tak půvabně vtipným způsobem jako tentokrát. Epizoda sice nikdy neobětuje Vočkovu vrozenou a nezbytnou misantropii a celkovou děsivost, ale přesto kolem něj buduje osvěžující hřejivý a zábavný příběh. Upřímně řečeno, je to zatím nejlepší epizoda 26. řady.“.
Magazín Bakwa vytvořil dvoudílnou sérii o Simpsonových, v níž byli blogeři, spisovatelé, kulturní myslitelé a akademici požádáni, aby se k dílu vyjádřili. Většina reakcí upozorňovala na špatný výzkum, jednorozměrné postavy, náročnost ztvárnění věrohodných Nigerijců a relativní postavu dílu, princeznu Kemi.
Hank Azaria získal na 67. ročníku Primetime Emmy Awards cenu za vynikající hlasový výkon postavy za role Vočka a řidiče rikši v této epizodě. Byl jedním ze tří dabérů seriálu Simpsonovi, kteří byli nominováni.